# Jordan Harvey
Jordan Harvey (* 28. Januar 1984 in Mission Viejo, Kalifornien) ist ein ehemaliger US-amerikanischer Fußballspieler.

## Karriere

### Jugend und College
Harvey spielt während seiner Schulzeit für den Jugendklub Strikers FC aus Irvine, Kalifornien gespielt. Nach der High School ging er an die University of California und spielte in der College-Soccer Mannschaft der UCLA Bruins.
In diesen vier Jahren stand er 69-mal auf dem Platz. Neben dem College spielte er 2005 für Orange County Blue Star in der USL Premier Development League.

### Wechsel in die MLS
Im MLS Supplemental Draft 2006, wo Mannschaften der MLS ihren Development Rooster auffüllen können, wurde er von den Colorado Rapids ausgewählt. In den nächsten vier Jahren wurde er zum Stammspieler der Mannschaft und stand mit 2.613 Minuten in der Saison 2009 die meiste Zeit aus der Mannschaft auf dem Platz.
Im MLS Expansion Draft 2009 wechselte er am 25. November 2009 zu Philadelphia Union. Auch dort konnte er sich zu einem Stammspieler entwickeln.
Während der Saison 2011 wechselte er zu den Vancouver Whitecaps. Von dort ging es für ihn 2018 zum Los Angeles FC, wo er Ende 2021 seine Karriere als Profifußballer beendete und seither als Funktionär im Club tätig ist.

### Nationalmannschaft
Harvey nahm mit der U-17 Nationalmannschaft an der U-17-Fußball-Weltmeisterschaft 2001 teil. Außerdem stand er im Aufgebot für die Junioren-Fußballweltmeisterschaft 2003 und stand dort bei einem Spiel auf dem Platz.